# Aspitus seriatus
Aspitus seriatus är en skalbaggsart som beskrevs av Hermann Julius Kolbe 1893. Aspitus seriatus ingår i släktet Aspitus och familjen långhorningar.
Artens utbredningsområde är Togo. Inga underarter finns listade.